# Phimophis guianensis
Phimophis guianensis är en ormart som beskrevs av Troschel 1848. Phimophis guianensis ingår i släktet Phimophis och familjen snokar. Inga underarter finns listade i Catalogue of Life.
Arten förekommer i norra Sydamerika i norra Brasilien, Colombia, Venezuela, regionen Guyana och på några mindre öar i området. Ormen hittas dessutom i Panama. Honor lägger ägg.